# Concriers
Concriers ist eine französische Gemeinde mit 188 Einwohnern (Stand: 1. Januar 2022) im Département Loir-et-Cher in der Region Centre-Val de Loire; sie gehört zum Arrondissement Blois und zum Kanton La Beauce. 

## Geographie
Die Gemeinde Concriers liegt etwa 24 Kilometer nordnordöstlich von Blois in der kleinen Beauce. Umgeben wird Concriers von den Nachbargemeinden Roches im Nordwesten und Norden, Lorges im Norden, Josnes im Osten, Séris im Südosten und Süden sowie Talcy im Westen.

## Bevölkerungsentwicklung
| Jahr                       | 1962 | 1968 | 1975 | 1982 | 1990 | 1999 | 2006 | 2013 | 2021 |
| -------------------------- | ---- | ---- | ---- | ---- | ---- | ---- | ---- | ---- | ---- |
| Einwohner                  | 191  | 161  | 143  | 128  | 138  | 145  | 156  | 161  | 192  |
| Quellen: Cassini und INSEE |      |      |      |      |      |      |      |      |      |

## Sehenswürdigkeiten
- Kirche Saint-Firmin